# Marie Wuytiers
Anna Maria (Marie) Barchman Wuytiers-Blaauw (Amsterdam, 29 november 1865 – Hilterfingen, 10 maart 1944) was een Nederlands schilder en tekenaar. Ze signeerde haar werk als Marie Wuytiers.

## Leven en werk
Marie Blaauw was een dochter van de Amsterdamse koopman Quirijn Blaauw (1827-1884) en jkvr. Francisca Ernestine Berg (1834-1903). Na het overlijden van haar vader werd een voogd aangesteld. In 1886 werd ze echter bij koninklijk besluit meerderjarig verklaard (de grens lag destijds op 23 jaar), waardoor ze zonder voogd kon handelen. Ze trouwde in 1890 met jhr. Daniel Barchman Wuytiers (1851-1927), lid van de familie Barchman Wuytiers. Mr. Maurits Jacob van Lennep beschrijft in zijn dagboeken dat hij hun receptie bezocht. Het echtpaar woonde in Den Haag, met tussenpozen in Amersfoort (1895-1899) en Hilversum (1918-1919).
Wuytiers kreeg les van de Haagse bloemschilderes Margaretha Roosenboom. Ze schilderde, tekende en aquarelleerde vooral (bloem)stillevens. Wuytiers was lid van Arti et Amicitiae en Sint Lucas. Ze exposeerde in binnen- en buitenland. Haar werk werd meerdere malen bekroond met een grand prix of gouden medaille, onder meer in Arcachon, Bordeaux en Toulouse.
In 1931, een aantal jaren na het overlijden van haar man, vestigde ze zich in Zwitserland. Ze overleed er in 1944, op 78-jarige leeftijd.

## Enkele werken

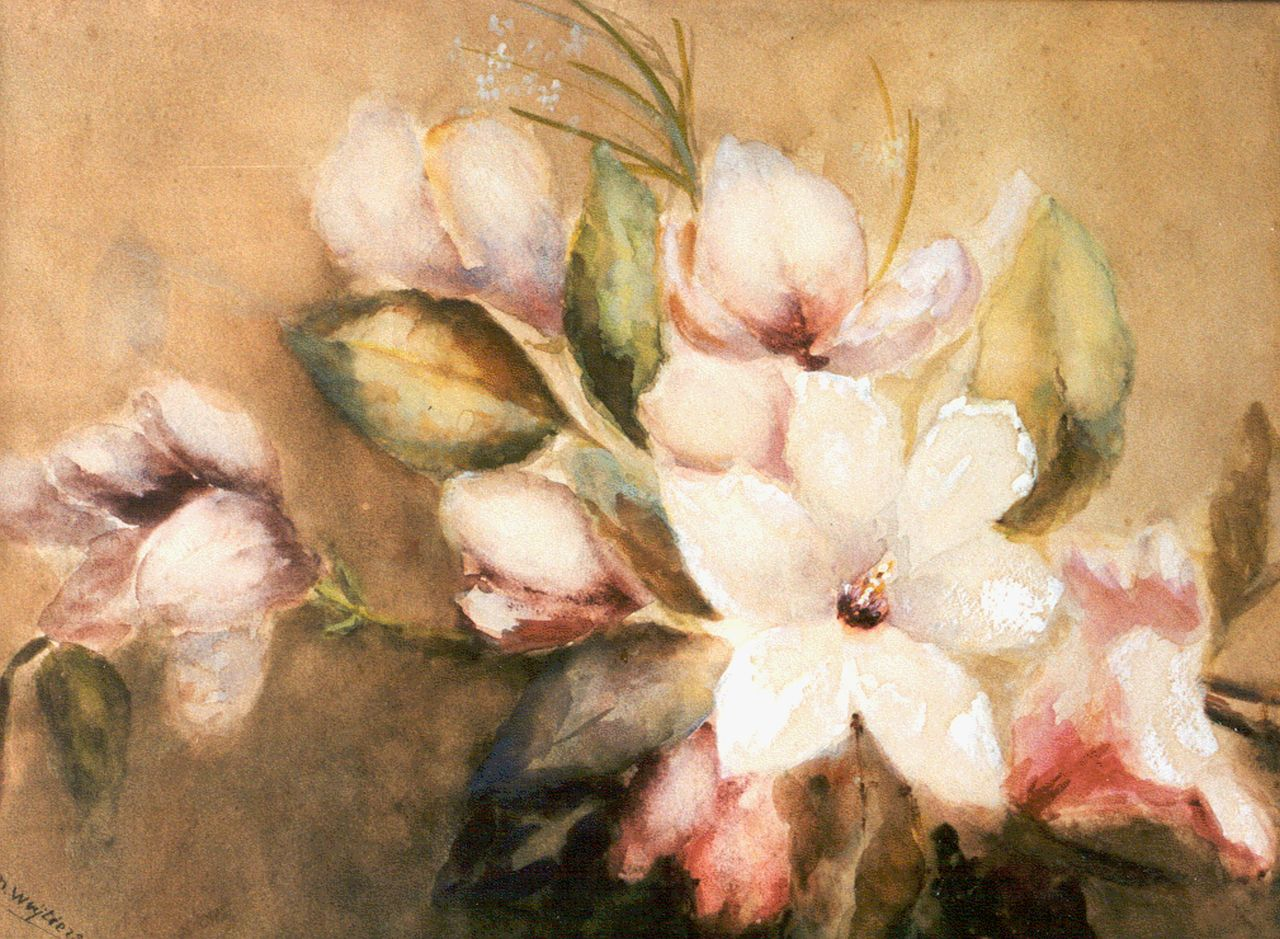
Magnoliatak
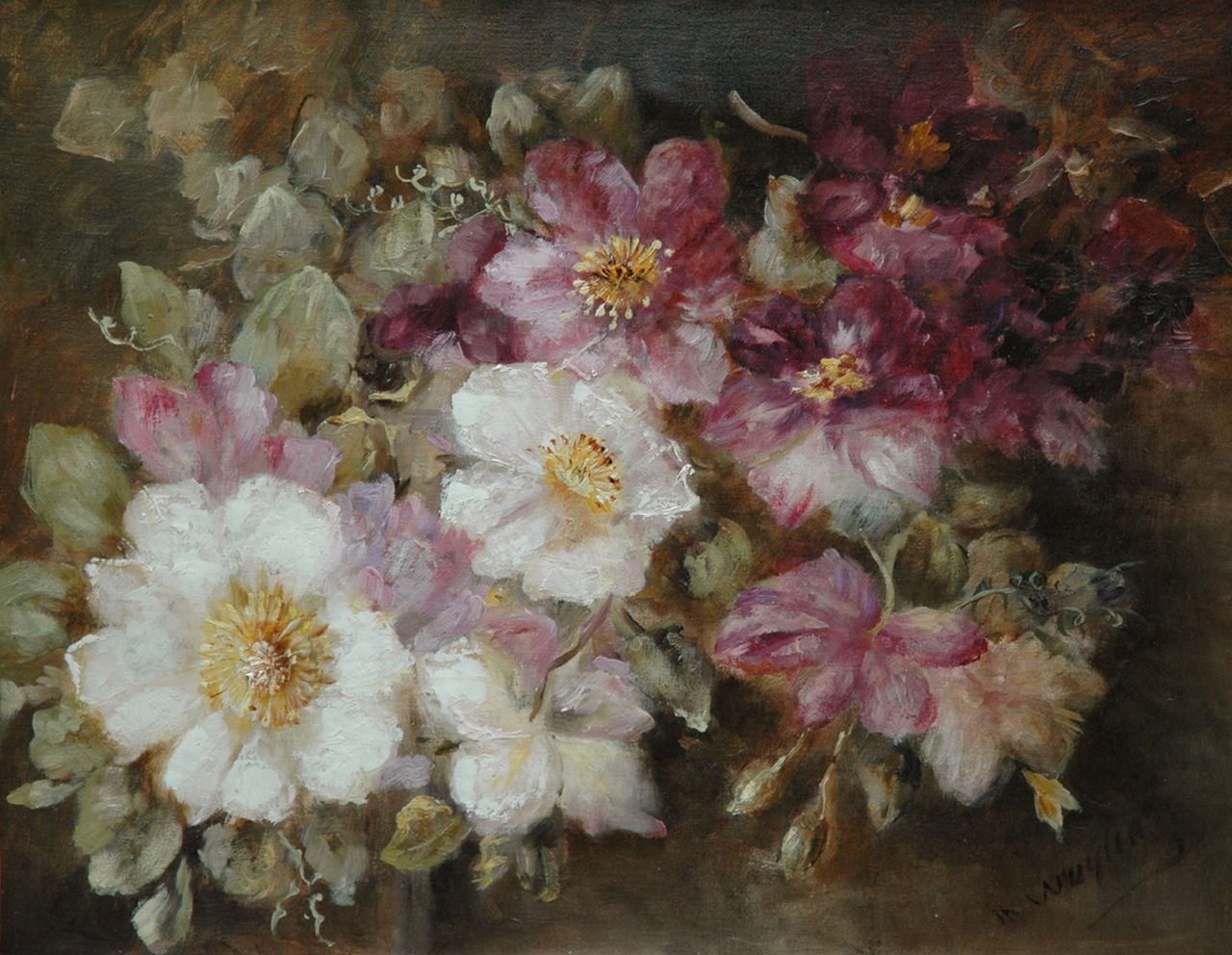
Clematis

- Biografisch Portaal: 59520628
- Gemeinsame Normdatei: 1037178408
- RKD-Nederlands Instituut voor Kunstgeschiedenis: 8732
- Union List of Artist Names: 500299321
- Virtual International Authority File: 304932783
- WorldCat: E39PBJkMJdWPC7wpcTKw6Mh4MP